# Felicità... dove sei
Felicità... dove sei (español; Felicidad...¿dónde estas?), es una telenovela italiana de 1985, protagonizada por Marco Marelli, Gerardo Amato y la mexicana Verónica Castro. Fue rodada en la ciudad de Milán, con 110 episodios de 30 minutos, con la productora de Rete A. Verónica Castro había tenido éxito en Italia gracias a Cara a cara, Yolanda Lujan y Los ricos también lloran, donde en Italia canta una canción italiana para la introducción, escrita por Toto Cutugno. Además, esta es una nueva versión de la telenovela mexicana Paloma, protagonizada por Ofelia Medina y Andrés García.

## Sinopsis
Cuenta la historia de Karina, una muchacha buena y humilde que trabaja en un restaurante de comida y además está por terminar sus estudios universitarios. Ella tiene a su madre que está en la cárcel por un asesinato que no cometió, razón por la que su padre se hunde en el alcoholismo y su hermano se convierte en un mantenido e indigente que vive de su ingenio. Raoul es un joven compañero de Karina en la universidad que quiere demostrarle su amor y cariño a esta, aunque esta nunca llega a tomar una decisión definitiva, y este es amigo de un millonario; Daniel Agosti, que viene de una familia de grandes industrias, pero se forma gran problema por los celos de su madre, la Condesa Caterina Agosti, y esta busca una novia de buena posición para este, sin saber que Daniel había conocido a Karina en el restaurante por un accidente.
Más tarde, Daniel y Karina se van acercándose a enamorarse, pero se dan cuenta de que el secreto que guardaban anteriormente, era que el padre de Daniel había sido asesinado por una mujer y es la razón en que culpan a la madre de Karina y esta en la cárcel. Eugenia una muchacha que siempre estuvo enamorada de Karina y Daniel, planea un plan para separarlos, mientras la Condesa Caterina Agosti tiene una fuerte discusión con Karina, razón por el noviazgo que esta tiene con su hijo Daniel y su hermano Gabriel que mantenía una relación con Dora Agosti, hija de la familia. Eugenia enojada de ver a Daniel con Karina, decide recurrir al satanismo, utilizando la brujería negra y blanca para separar a Daniel con Karina, aunque finalmente todo resulta un fraude.  
Karina afectada por estos problemas, decide viajar a Roma en busca de la felicidad, donde surge una relación con Alexandro, pero finalmente se dará cuenta que Daniel es su único amor y más tarde ambos se encuentran para platicar, y prometen volverse a ver.

## Elenco
- Verónica Castro como Karina
- Marco Marelli como Daniel Agosti
- Gerardo Amato como Alexandro
- Margareta Von Kraus como la Condesa Caterina vda. de Agosti
- Beatriz Castro como Eugenia
- Paul Lorimer como Gabriel
- Annamaria Cabello como Dora Agosti
- Giuliana Rivera como Gloria
- Angelo Longoni como Raoul
- Elena Mazza como Margarita
- Francesca Paganini como Isabella
- Maria Eugenia D'Acquino como Rosa
- Paolo Francesco Cosenza como Aldo
- Riccardo Magherini como Carlos
- Mario Vantura como Gilardi
- Giorgio Giorgi como Galani
- Renata Ativissimo como Lilly
- Claudio Lobbia como Romulus
- Llvea Benatti como Ramona
- Angela Borgheti como Mina
- Giovanni Cavalli Morti como Antonio

## Versiones
- La primera versión fue en 1975 en México, Paloma, protagonizada por Ofelia Medina y Andrés García.
- La telenovela fue transmitida en otros canales de Italia con 55 capítulos, ya que era de 110 con 30 minutos
- Se llevó el título La felicità non si compra (la felicidad no se compra), en donde apareció así en la televisión y en el mes de septiembre se cambia el título.
- Nueva versión de la telenovela llamada Mi querida Isabel, en el año 1997, en México. Esta fue protagonizada por Karla Álvarez y Ernesto Laguardia.
- En México se realizó otra versión en el 2015 bajo el título de Amor de barrio protagonizada por Renata Notni y Mane de la Parra.